# 二陪織物
二陪織物・二重織物（ふたえおりもの、ふたべおりもの）は全面に亀甲や唐草などの連続紋を織り出して地紋とし、その上に「上紋（うわもん）」と称して丸文や花鳥文などを地とは別の色糸で飛び飛びに織り出したもの。二重織物とも書く。
普通は、横糸を刺繍糸のように浮かせた浮織物の地紋に、絵緯（えぬき。織の組織に必要な経緯《たてよこ糸》とは無関係な、紋をあらわすだけに使う色糸）を使って上紋を浮織にするが、まれに地紋を堅織物にすることがある。地紋上紋ともに堅織物にしたものは「沈め織」といって区別することもある。また地紋がなく、絵緯による紋だけをあらわしたものを鎌倉時代以降唐織物と呼んだ。これが能装束の唐織につながってゆく。
平安時代以降の文献に見え、特に高貴な女性が用いたほか、主人のお仕着せで女房たちがそろって着用することもあった。しかし、たびたび奢侈（しゃし）禁制の対象とされ、女房はもちろん、高貴な女性まで一切禁止という法令が出たこともあった。
女性の唐衣や表着、小袿などのほか、元服前の男子の指貫などに用いられている。